# طرح‌ها و نام‌های ستاره‌ای
طرح (یا الگوی) معین و نام‌های مختلف ستاره‌ای (به انگلیسی: Stellar designations and names)، از جمله کاتالوگ نام‌گذاری ستارگان، نام‌های خاص کنونی و تاریخی، و نام‌های زبان‌های خارجی در اخترشناسی، از موضوعات مهم در ستاره‌شناسی هستند.
تنها تعداد کمی از ستارگان شناخته‌شده اسامی خاص دارند. بقیه تنها دارای نام‌هایی از کاتالوگ‌ها یا فهرست‌های مختلف هستند یا اصلاً هیچ شناسه‌ای ندارند. ابرخس در سدهٔ دوم پیش از میلاد حدود ۸۵۰ ستاره با چشم غیرمسلح را برشمرده است. یوهان بایر در سال ۱۶۰۳ حدود دو برابر این عدد را ذکر کرد. تنها در سدهٔ نوزدهم، فهرست‌های ستارگان به‌طور کامل ستارگان چشم غیرمسلح را فهرست کردند. فهرست ستاره‌های درخشان، که فهرستی از ستاره‌های با قدر ظاهری ۶٫۵ یا درخشان‌تر است، یا تقریباً هر ستاره‌ای که با چشم غیرمسلح از زمین قابل دیدن باشد، دربرگیرندهٔ ۹۰۹۶ ستاره است. فهرست حجیم‌ترین کاتالوگ‌های نوین به ترتیب یک میلیارد ستاره، از مجموع برآورد ۲۰۰ تا ۴۰۰ میلیارد ستاره در کهکشان راه شیری است.
نام‌های خاص ممکن است تاریخی باشند که اغلب از نام‌های عربی یا چینی ترجمه می‌شوند. چنین نویسه‌گردانی می‌تواند متفاوت باشد، بنابراین ممکن است املاهای متعددی وجود داشته باشد. تعداد کمتری از نام‌ها از قرون وسطی معرفی شده‌اند، و تعداد کمی از آنها در دوران نوین به عنوان نام مستعار مورد استفاده عمومی قرار گرفته‌اند، برای مثال Sualocin برای آلفا دلفین و Navi برای گاما ذات‌الکرسی.

## نام‌های ویژه
چندصد تا از درخشان‌ترین ستاره‌ها نام‌های سنتی داشتند که بیشتر آن‌ها از عربی گرفته شده بود، اما تعداد کمی از آنها از لاتین گرفته شده‌اند.
در عمل، نام‌ها تنها برای بسیار درخشان‌ترین ستارگان (شباهنگ، ژوبین، وگا و غیره) و برای تعداد کمی از ستاره‌های کمی کم‌نورتر اما «جالب» (راس‌الغول، جدی، شگفت‌انگیز و غیره) استفاده می‌شود. برای دیگر ستاره‌هایی که با چشم غیرمسلح دیده می‌شوند، اغلب نام‌گذاری بایر یا فلمستید ترجیح داده می‌شود.

## کاتالوگ تعیین ستارگان
در نبود هر شیوهٔ بهتر برای تعیین ستاره، معمولاً از نام‌گذاری کاتالوگ استفاده می‌شود. بسیاری از کاتالوگ‌های ستارگان برای این منظور استفاده می‌شود (کاتالوگ‌های ستاره‌ای را ببینید).
اولین طرح‌واره نوین برای تعیین ستاره‌ها به‌طور سیستماتیک، آنها را در صورت فلکی خود برچسب‌گذاری می‌کرد.